# Kabinett Fraser I

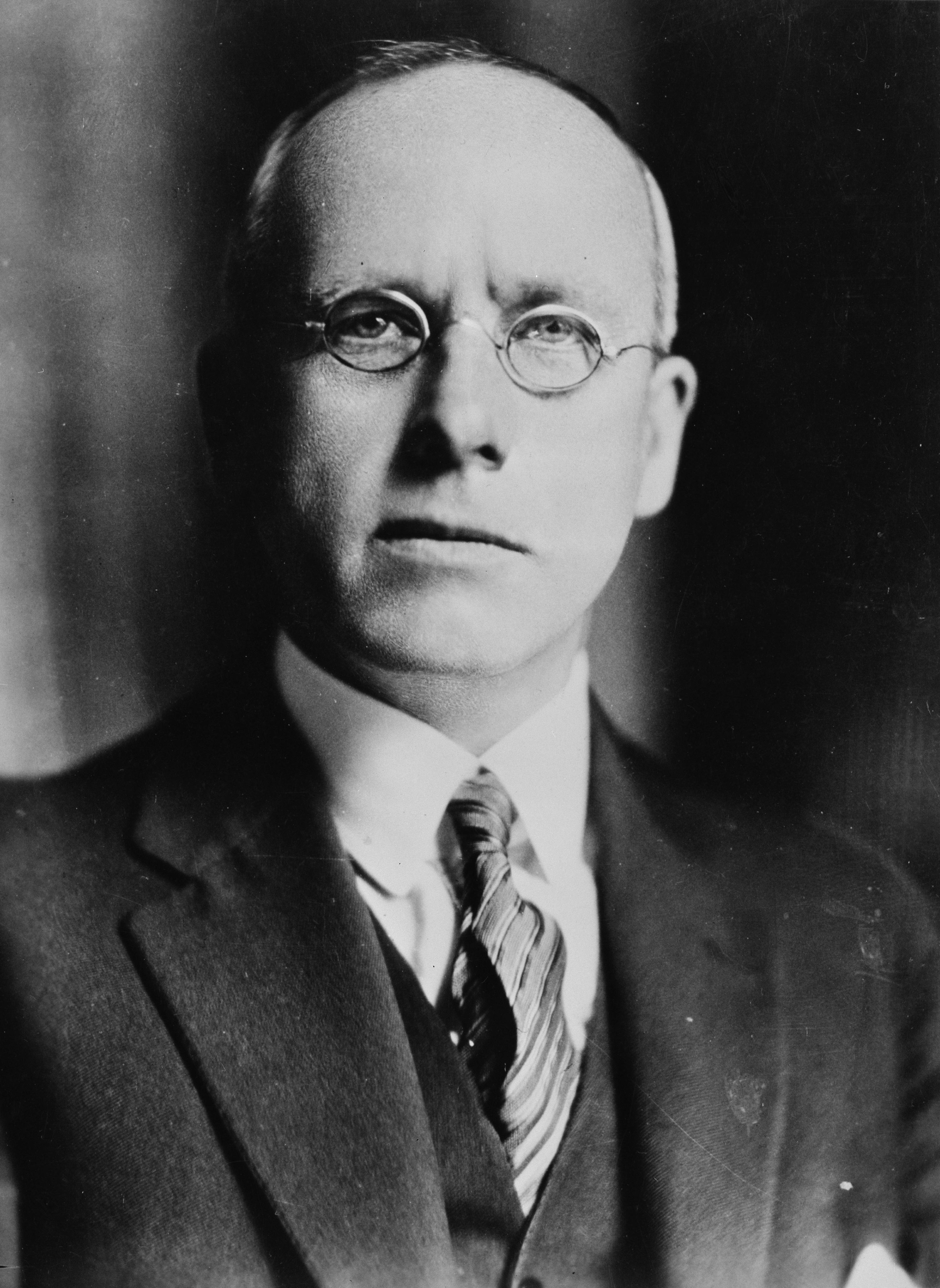
Premierminister Peter Fraser (um 1942)

Das Kabinett Fraser I wurde in Neuseeland am 30. April 1940 durch Premierminister Peter Fraser von der New Zealand Labour Party gebildet und löste das Kabinett Savage ab. Es befand sich bis zum 19. Dezember 1946 im Amt und wurde dann durch das Kabinett Fraser II abgelöst.
Nach dem Tode von Premierminister Michael Joseph Savage am 27. März 1940 hatte der bisherige Minister für Gesundheit, Bildung und Marine Peter Fraser das Amt des Premierministers übernommen und am 30. April 1940 sein erstes Kabinett gebildet.
Frasers Labour Party hatte die Wahlen am 24./25. November 1943 mit 47,56 Prozent gewonnen und konnte 45 der 80 Abgeordneten im Repräsentantenhaus stellen. Die oppositionelle New Zealand National Party des Spitzenkandidaten Sidney Holland erhielt 42,78 Prozent und zog mit 34 Abgeordneten ins Parlament ein. Darüber hinaus war mit Harry Atmore ein Parteiloser im Repräsentantenhaus vertreten. Die Labour Party hatte auch die Wahlen am 26./27. November 1946 mit 51,28 Prozent gewonnen und konnte 42 der 80 Abgeordneten im Repräsentantenhaus stellen. Die National Party erhielt 48,43 Prozent und war mit 38 Abgeordneten vertreten. Fraser blieb damit Premierminister.

## Minister
Dem Kabinett gehörten folgende Minister an:
| Amt | Name                                    | Beginn der Amtszeit              | Ende der Amtszeit                   |
| --- | --------------------------------------- | -------------------------------- | ----------------------------------- |
| Premierminister                                                                                                  | Peter Fraser                            | 30. April 1940                   | 20. Dezember 1946                   |
| Finanzminister Seit 1. November 1942: Minister für Finanzen, Zölle und Stempelsteuern                            | Walter Nash                             | 30. April 1940                   | 20. Dezember 1946                   |
| Außenminister und Minister für die Cookinseln Seit 7. Juli 1943: Außenminister und Minister für Inselterritorien | Frank Langstone Peter Fraser            | 30. April 1940 7. Juli 1943      | 21. Dezember 1942 20. Dezember 1946 |
| Minister für Ländereien und Forsten Seit 7. April 1943: Minister für Ländereien, Rehabilitation und Forsten      | Frank Langstone Clarence Skinner        | 30. April 1940 7. April 1943     | 21. Dezember 1942 20. Dezember 1946 |
| Minister of Native Affairs                                                                                       | Frank Langstone Rex Mason               | 30. April 1940 7. Juli 1943      | 21. Dezember 1942 20. Dezember 1946 |
| Bildungsminister                                                                                                 | Rex Mason                               | 30. April 1940                   | 20. Dezember 1946                   |
| Generalstaatsanwalt und Justizminister                                                                           | Rex Mason                               | 30. April 1940                   | 20. Dezember 1946                   |
| Minister für Versorgung und Munition                                                                             | Dan Sullivan                            | 30. April 1940                   | 30. November 1946                   |
| Minister für Handel und Industrie                                                                                | Dan Sullivan                            | 30. April 1940                   | 30. November 1946                   |
| Innenminister | Bill Parry                              | 30. April 1940                   | 20. Dezember 1946                   |
| Verteidigungsminister                                                                                            | Fred Jones                              | 30. April 1940                   | 20. Dezember 1946                   |
| Minister für Landwirtschaft und Vermarktung                                                                      | James Gillespie Barclay Ben Roberts     | 30. April 1940 29. Oktober 1943  | 25. April 1943 30. November 1946    |
| Gesundheitsminister                                                                                              | Tim Armstrong Arnold Nordmeyer          | 30. April 1940 21. Januar 1941   | 21. Januar 1941 20. Dezember 1946   |
| Einwanderungsminister                                                                                            | David Wilson Paddy Webb                 | 30. April 1940 1. November 1944  | 1. November 1944 30. November 1946  |
| Minister für Arbeit und Bergbau                                                                                  | Paddy Webb                              | 30. April 1940                   | 30. November 1946                   |
| Generalpostmeister und Minister für Telegrafie                                                                   | Paddy Webb                              | 30. April 1940                   | 30. November 1946                   |
| Minister für öffentliche Arbeiten                                                                                | Tim Armstrong Bob Semple                | 30. April 1940 9. Dezember 1942  | 8. November 1942 20. Dezember 1946  |
| Minister für Transport und Marine                                                                                | Bob Semple James O’Brien                | 30. April 1940 9. Dezember 1942  | 8. November 1942 20. Dezember 1946  |
| Minister für Eisenbahnen                                                                                         | Dan Sullivan Bob Semple                 | 30. April 1940 12. Dezember 1941 | 12. Dezember 1941 20. Dezember 1946 |
| Minister zur Vertretung der Ureinwohner                                                                          | Paraire Karaka Paikea Eruera Tirikatene | 30. April 1940 26. Mai 1943      | 6. April 1943 20. Dezember 1946     |
| Minister für Kriegskoordinierung                                                                                 | Joseph Gordon Coates                    | 30. Juni 1942                    | 27. Mai 1943                        |
| Minister für soziale Sicherheit                                                                                  | Bill Parry                              | 10. Juni 1943                    | 20. Dezember 1946                   |